# پیاز حلقه‌ای
پیاز حلقه‌ای نوعی فست فود است که در آمریکا، کانادا، بریتانیا، ایرلند، استرالیا و بخش‌هایی از آسیا از جمله ایران یافت می‌شود. این غذا عموماً متشکل از «حلقه‌های» پیاز است که داخل خمیر یا آرد سوخاری غوطه‌ور و سپس سرخ شده‌اند، هر چند می‌توان از خمیر پیاز نیز استفاده کرد. حلقه‌های پیاز کامل به خاطر تفاوت در اندازه، نمایش بهتری نسبتاً به خمیر پیاز دارند. این غذا بعضی اوقات همراه سس‌هایی مانند مایونز یا کچاپ سرو می‌شود.